# 耶穌復活教堂 (考納斯)
耶穌復活教堂是位於立陶宛城市考納斯的一座羅馬天主教的教堂。教堂修建於2004年至2005年，是一座現代建築。這座教堂也是波羅的海三國最大的巴西利卡式教堂。